# Jacques Tétreault
Pour l’article homonyme, voir Tétreault.
Joseph Jacques Maurice Tétreault, né le 8 avril 1929 à Montréal et mort le 20 août 2018 à Laval, est un avocat, enseignant, magistrat et homme politique québécois.

## Biographie
Jacques Tétreault est diplômé du Collège Sainte-Marie de Montréal.
Jacques Tétreault entama sa carrière politique en devenant maire de la ville de Pont-Viau qui n'est pas encore réunifiée sous la ville de Laval. Par la suite, il fonde l'Alliance démocratique Laval, pour devenir le premier maire élu de Laval de 1965 à 1973,. Sous son parti plusieurs personnalités politiques lavalloises font leur début, dont le futur maire Lucien Paiement. Il fut aussi candidat à la chefferie de l'Union nationale en 1976, mais il fut défait par Rodrigue Biron.
Élu député du Parti progressiste-conservateur du Canada dans la circonscription fédérale de Laval-des-Rapides en 1988, il ne se représente pas en 1993. 

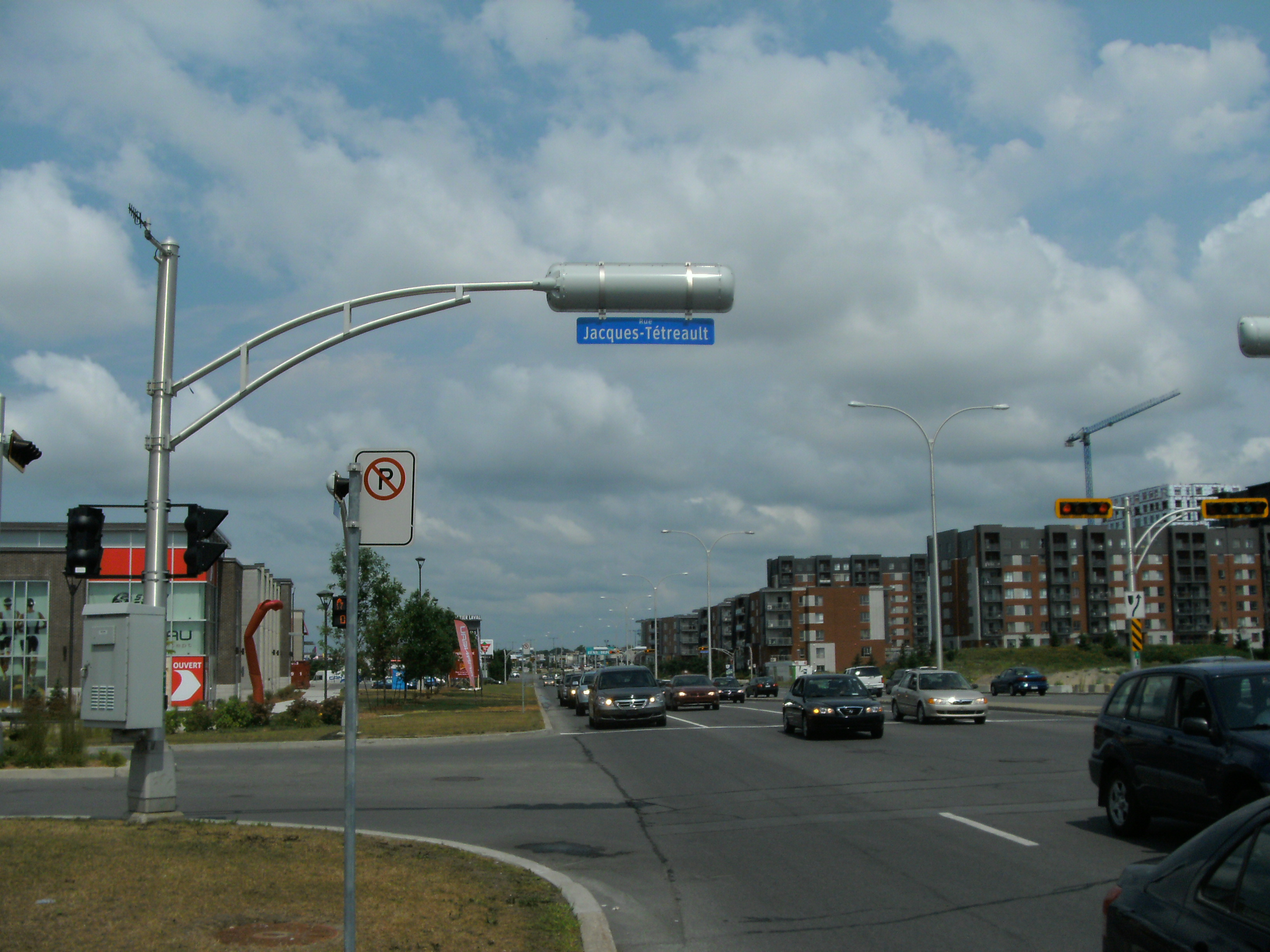
Plaque de la rue Jacques-Tétreault à Laval (Québec, Canada) nommée en l'honneur de Jacques Tétreault (né le 8 avril 1929), ancien maire et député de la Chambre des communes du Canada.

Une rue près de la station de métro Montmorency à Laval porte son nom. 